# Lavinio
Lavinio (en latín Lavinium) fue una antigua ciudad portuaria del Lacio (Latium), 13 km al sur de Roma.
Hoy día se localiza en la aldea de Pratica di Mare, en la comuna de Pomezia, provincia de Roma. 
Según la mitología romana, la ciudad fue fundada por el héroe troyano Eneas en honor de su esposa Lavinia, hija de Latino, rey de los latinos, y de Amata. Eneas llegó a Italia tras huir de su Troya natal, y luchó contra Turno, el líder de los rútulos. Después de su victoria fundó Lavinio, el centro principal de la Liga Latina, de la cual surgió posteriormente Roma. La figura de Eneas une así la casa real de Troya con la ciudad de Roma.
La fundación de Lavinio y la guerra contra los rútulos son dos de los temas principales en la epopeya romana la Eneida, compuesta por el poeta Publius Virgilius Maro (Virgilio).
En esta ciudad en el 745 a. C. tuvo lugar la legendaria muerte del rey romano (en diarquía con Rómulo) Tito Tacio por un controvertido arbitraje sobre un robo de ganado.
Lavinium formó parte de la Liga Latina en el siglo V a. C. y fue uno de los principales centros religiosos de los latinos.

## Yacimiento arqueológico
En su yacimiento arqueológico se han recuperado importantes piezas, como varias estatuas y estatuillas de la diosa Minerva, de estilo orientalizante, datadas entre los siglos VI y V a. C. 
También se han identificado diferentes hornos dentro del perímetro de las murallas. Fuera de la ciudad existía un santuario dedicado al Sol Indigetes y un gran santuario con numerosos altares, donde se han encontrado placas de bronce con inscripciones que indican que los Dióscuros fueron venerados en alguno de sus altares. 